# Jörg Sauerland
Jörg Sauerland (* 24. Dezember 1976 in Dortmund) ist ein ehemaliger deutscher Fußballspieler.

## Karriere
Sauerland begann das Fußballspielen beim Dortmunder Stadtteilverein SC Aplerbeck 09, bevor er 1989 in die Jugend von Borussia Dortmund wechselte. Dort unterschrieb er 1997 seinen ersten Profivertrag. Nach einem Jahr in der Bundesliga spielte er für die Amateurmannschaft, bis er schließlich zum KFC Uerdingen 05 in die Regionalliga wechselte.
2004 kehrte Sauerland dem KFC den Rücken und unterschrieb schließlich mit Zwischenstationen in Emden und Hagen beim Bezirksligisten ASC 09 Dortmund, mit dem er den Durchmarsch in die Westfalenliga schaffte.